# Place d'Anvers
La place d’Anvers est une voie du 9e arrondissement de Paris, en France.

## Situation et accès

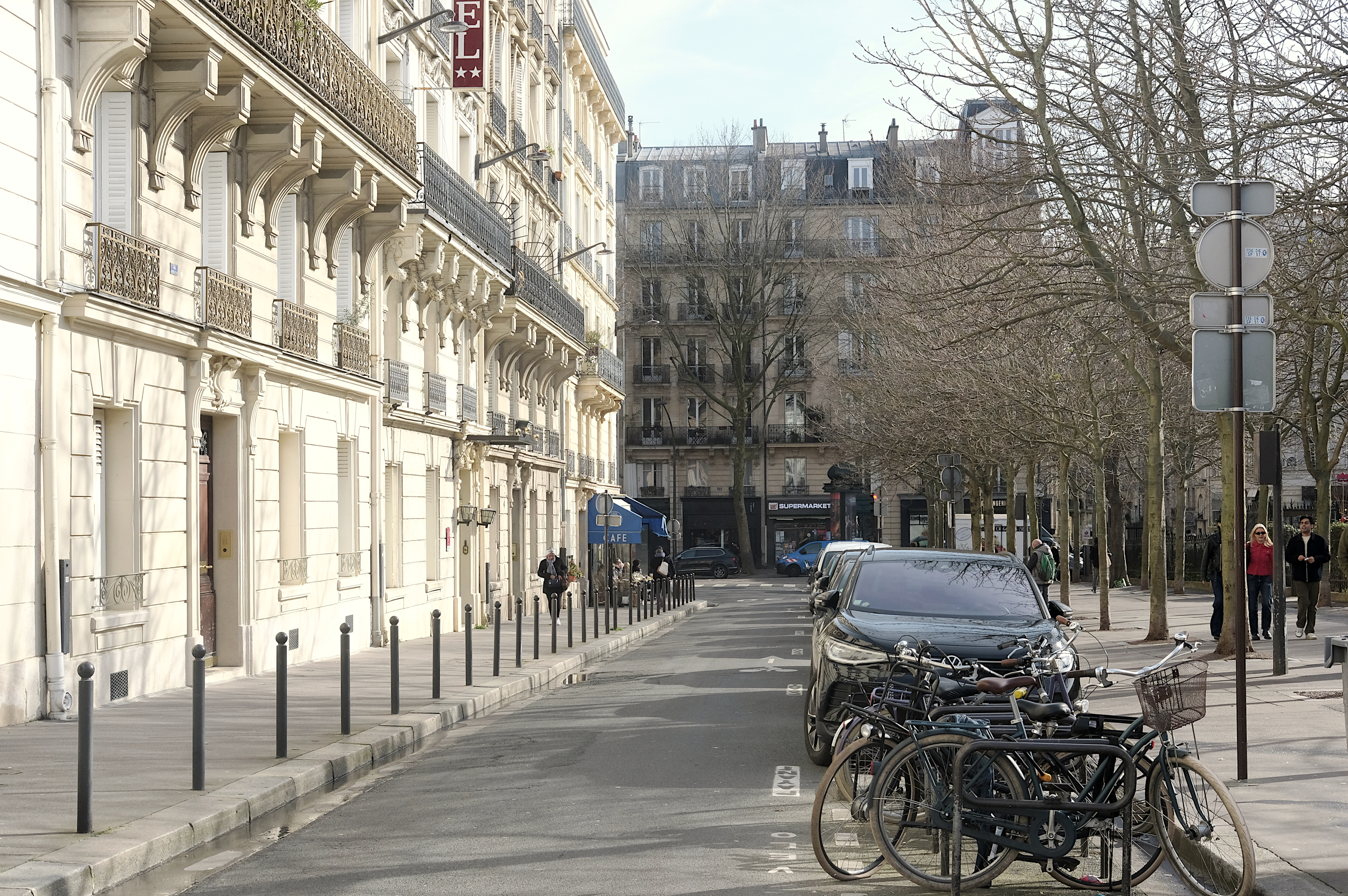
La place d'Anvers vue en direction de l'avenue Trudaine.

La place d'Anvers est une voie publique située dans le 9e arrondissement de Paris. Elle débute rue Gérando et se termine au 95, rue de Dunkerque.
Le centre de cette place est occupé par le square d'Anvers - Jean-Claude-Carrière.

## Origine du nom
Elle porte le nom de la ville belge d'Anvers prise par les Français le 23 décembre 1832 à la suite de la campagne des Dix-Jours de la guerre belgo-néerlandaise.

## Historique
La place est créée en 1868 sous le nom de « place Turgot », sur l'emplacement d'une partie des abattoirs de Montmartre et reçoit sa dénomination actuelle par arrêté du 1er février 1877.
- Arrêté préfectoral du 20 juillet 1868 :

« Article 4 — La voie ouverte entre les rues de Maubeuge et Rochechouart recevra la dénomination de rue de La Tour-d'Auvergne, dont elle forme le prolongement.
La place qui sera formée dans l'axe de la rue Turgot, sur les terrains de l'ancien abattoir Montmartre, recevra le nom de place Turgot. »
Allant de cette place à l'actuel boulevard Marguerite-de-Rochechouart, et parallèle à la rue Gérando, il existait jusque vers 1898, la rue Quesnay, ainsi dénommée en l'honneur de François Quesnay, fondateur de l'économie politique et auteur d'un important ouvrage, Physiocratie.

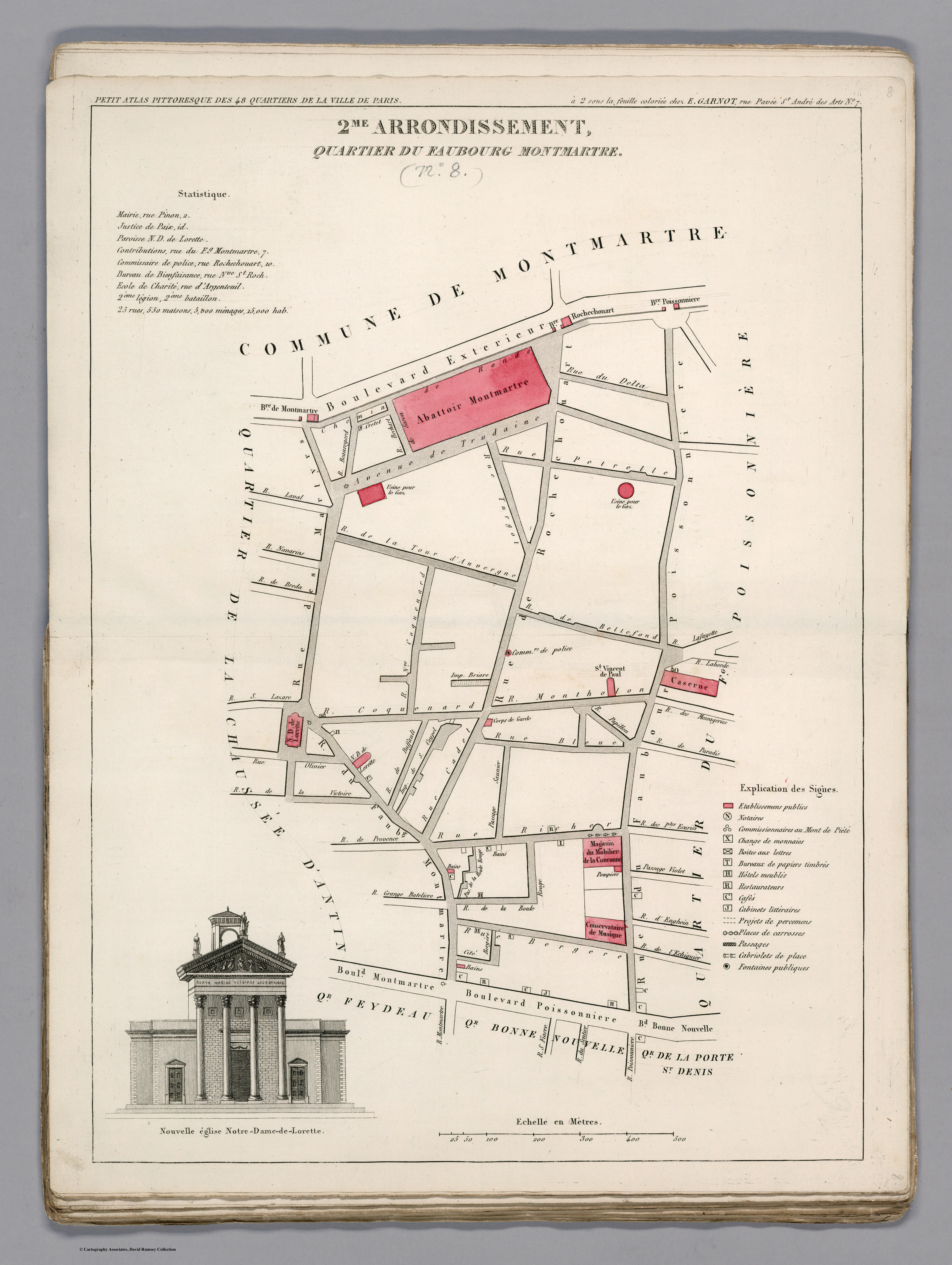
Plan du quartier du Faubourg Montmartre dans l'ancien 2e arrondissement en 1834.

## Bâtiments remarquables et lieux de mémoire
La partie située du côté est entre l'avenue Trudaine et le boulevard Marguerite-de-Rochechouart marquait la limite des abattoirs de Montmartre.

## La place et les arts
- Federico Zandomeneghi, peint la  Place d'Anvers, en 1880, tableau conservé à Plaisance, Galleria Ricci Oddi.